# LITE
LITE — японская группа, играющая в жанре математический рок, которая была названа одним из лучших представителей инструментального рока в Японии. В состав группы входят: Нобуюки Такэда (гитара), Кодзо Кусумото (гитара и синтезатор), Дзюн Идзава (бас-гитара) и Акинори Ямамото (ударные). Все их альбомы попадали в чарты в Японии, наилучшим успехом пользовался For All the Innocence, который занял 85 место в чарте Oricon.

## История
Группа была образована в 2003 году в Токио, устраивала много местных концертов и собственными силами выпустила два демо. В 2006 году вышли мини-альбом Lite и полноформатный альбом Filmlets на лейбле Transduction в Великобритании и Cargo в Европе.
Звучание LITE сочетает в себе точность и музыкальность прог-рока и эмоциональные кинематографические композиции из арт-рока, упакованные в более тяжёлый, современный формат, который участники группы описывают как мат-рок.
В 2006 году группа устроила тур по Великобритании и Ирландии. В июле 2007 года LITE играли на фестивале Fuji Rock Festival в Японии, после чего отправились в ещё один тур по Великобритании и Ирландии в сентябре, который совпал с выходом сплит-релиза с Funanori (Каори Цутида из The Go! Team и Майком Уоттом из the Minutemen). В этом релизе, названном A Tiny Twofer, было записано по 3 трека от каждого участника. В 2008 году группа выпустила свой второй альбом Phantasia. В мае 2009 года она выступила на разогреве у группы Missingmen Майка Уотта в Нью-Йорке, что стало их дебютом в США.
Также группа выпустила 2 EP: Turns Red в 2009 году и Illuminate в 2010 году, и третий альбом For All the Innocence в 2011 году. Четвёртый альбом Past, Present, Future был выпущен в 2012 году.

## Состав
- Нобуюки Такэда (яп. 武田 信幸 Такэда Нобуюки) (гитара)
- Кодзо Кусумото (яп. 楠本 構造 Кусумото Ко:дзо:) (гитара и синтезатор)
- Дзюн Идзава (яп. 井澤 惇 Идзава Дзюн) (бас-гитара)
- Акинори Ямамото (яп. 山本晃紀 Ямамото Акинори) (ударные)

## Дискография

### Релизы на CD
- 1st Demo CD (2003)
- 2nd Demo CD (2004)
- Lite Demo CD-R US West Coast Tour 2010 Limited (2010)

### Мини-альбомы
- Lite (2006)
- Past, Present, Future (2012)

### Альбомы
- Filmlets (2007)
- Phantasia (2008)
- For All The Innocence (2011)
- Installation (2013)
- Cubic (2016)
- Multiple (2019)

### Живые выступления
- Live in Limerick (2007)
- Live in New York (2009)
- Live in Los Angeles (2010)

### EP
- A Tiny Twofer (2007)
- Turns Red (2009)
- Illuminate (2010)

### DVD
- Lite-UK/Ireland Tour (2007)